# Saint-Marc (Cantal)
Pour les articles homonymes, voir Saint-Marc.
Saint-Marc est une ancienne commune française située dans le département du Cantal, en région Auvergne. Elle fusionne le 1er janvier 2016 avec les communes de Faverolles, Loubaresse et Saint-Just pour constituer la commune nouvelle de Val-d'Arcomie.

## Géographie

### Localisation
Saint-Marc est située au sud-est du département du Cantal, à la limite de la Lozère, entre Saint-Flour et Saint-Chély-d'Apcher. Le territoire est arrosé par le ruisseau d'Arcomie, un affluent de la Truyère.

## Politique et administration
| Période                                  | Période  | Identité        | Étiquette | Qualité    |
| ---------------------------------------- | -------- | --------------- | --------- | ---------- |
| Les données manquantes sont à compléter. |          |                 |           |            |
| janvier 2016                             | En cours | Gérard Mouliade |           | Professeur |

| Période                                  | Période       | Identité        | Étiquette | Qualité    |
| ---------------------------------------- | ------------- | --------------- | --------- | ---------- |
| Les données manquantes sont à compléter. |               |                 |           |            |
| mars 2001                                | mars 2014     | Marcel Rouzaire |           |            |
| mars 2014                                | décembre 2015 | Gérard Mouliade |           | Professeur |

## Démographie
L'évolution du nombre d'habitants est connue à travers les recensements de la population effectués dans la commune depuis 1793. À partir du 1er janvier 2009, les populations légales des communes sont publiées annuellement dans le cadre d'un recensement qui repose désormais sur une collecte d'information annuelle, concernant successivement tous les territoires communaux au cours d'une période de cinq ans. 
Pour les communes de moins de 10 000 habitants, une enquête de recensement portant sur toute la population est réalisée tous les cinq ans, les populations légales des années intermédiaires étant quant à elles estimées par interpolation ou extrapolation. Pour la commune, le premier recensement exhaustif entrant dans le cadre du nouveau dispositif a été réalisé en 2007,.
En 2013, la commune comptait 82 habitants, en évolution de −1,2 % par rapport à 2008 (Cantal : −1,19 %, France hors Mayotte : +2,49 %).
| 1793 | 1800 | 1806 | 1821 | 1831 | 1836 | 1841 | 1846 | 1851 |
| ---- | ---- | ---- | ---- | ---- | ---- | ---- | ---- | ---- |
| 373  | 385  | 427  | 463  | 421  | 368  | 404  | 371  | 369  |

| 1856 | 1861 | 1866 | 1872 | 1876 | 1881 | 1886 | 1891 | 1896 |
| ---- | ---- | ---- | ---- | ---- | ---- | ---- | ---- | ---- |
| 376  | 344  | 350  | 323  | 291  | 275  | 291  | 260  | 274  |

| 1901 | 1906 | 1911 | 1921 | 1926 | 1931 | 1936 | 1946 | 1954 |
| ---- | ---- | ---- | ---- | ---- | ---- | ---- | ---- | ---- |
| 263  | 252  | 221  | 183  | 198  | 195  | 203  | 163  | 159  |

| 1962 | 1968 | 1975 | 1982 | 1990 | 1999 | 2007 | 2012 | 2013 |
| ---- | ---- | ---- | ---- | ---- | ---- | ---- | ---- | ---- |
| 170  | 174  | 141  | 116  | 96   | 97   | 86   | 82   | 82   |